# 哈罗德·亚伯拉罕斯
哈罗德·莫里斯·亚伯拉罕斯 CBE（英語：Harold Maurice Abrahams，1899年12月15日—1978年1月14日），英国男子田径运动员。他曾获得1924年夏季奥运会田径比赛男子100米金牌和男子4×100米接力银牌。他也参加了1920年夏季奥运会，未能获得奖牌。